# Neoischyrocerus lilipuna
Neoischyrocerus lilipuna är en kräftdjursart som först beskrevs av J. L. Barnard 1970.  Neoischyrocerus lilipuna ingår i släktet Neoischyrocerus och familjen Ischyroceridae. Inga underarter finns listade i Catalogue of Life.